# Весна Писаровић
Весна Писаровић (9. априлa 1978, Брчко) је хрватска поп певачица. Представљала је Хрватску на Песми Евровизије 2002. освојивши 11. место.

## Биографија
Писаровић је рођена у Брчком, а одрасла је у Пожеги, делу исте земље до своје 13. године. Од најранијег детињства похађала је музичку школу, где је свирала флауту, певала у хоровима и учествовала на разним музичким такмичењима. Средином 1990-их преселила се у Загреб, где је дипломирала на Филозофском факултету. Почела је да пева у клубовима и пише песме. Године 1997. на хрватском фестивалу Задарфест упознала је Милану Влаовић. Удата је за социолога Озрена Пуповца, сина српског политичара из Хрватске, Милорада Пуповца.

## Дискографија

### Албуми
- „Да знаш“, (Croatia Records, 2000)
- „За тебе створена“, (Croatia Records, 2001)
- „Као да је вријеме“, (Croatia Records, 2001)
- „Пјесма ми је све“, (Hit Records, 2003)
- „ Пети“, (Hit Records, 2005)

### Синглови
- „“ (2002)

### Компилације
- „“ (2003)

## Награде
- Награда за најбољег дебитанта „Мелодије хрватског Јадрана“ и Сплиту
- Признање за најбољу вокалну интерпретацију на „Загребфесту“ 2000.
- Златна плоча за албум „За тебе створена“
- Награда Иво Робић за најбољу песму „Птица на твом рамену"
- Златна плоча за албум „Као да је вријеме“
- Победа на Дори 2002. са песмом „Сасвим сигурна“ за Еуросонг 2002.

## Фестивали
Задар:
- Нема ме, '97
- Послије свега, '99
- Љубомора, победничка песма, 2003

Златне жице Славоније, Пожега:
- Тако требаш ми, '98
- Доље, на кољена, 2003
- Тако ми недостајеш, 2004
- Имам све ал' тебе не, 2006

Мелодије хрватског Јадрана, Сплит:
- Јутро доноси крај, награда за најуспешнијег дебитанта, 2000
- Да сутра умрем, Сребрни галеб - друга награда публике, 2001

Загреб:
- Ти си само један, 2000

Дора, Опатија:
- Ја чекам ноћ, шесто место, 2000
- За тебе створена, четврто место, 2001
- Сасвим сигурна, победничка песма, 2002
- Пробуди ми љубав, 2005

Евросонг:
- Сасвим сигурна, једанаесто место, 2002

Хрватски радијски фестивал:
- Спремна сам, 2003
- Ти си крив, 2004
- Ти не знаш што је љубав, 2005
- Срела сам анђела, 2006

Сунчане скале, Херцег Нови:
- Докторе, 2004

Далматинска шансона, Шибеник:
- Не вјерујем звијездама, 2018
- Да знаш (No, c'e) (Вече италијанске канцоне), 2018